# 허큘리스자리 BL형 변광성
허큘리스자리 BL형 변광성(BL Herculis variable)은 광도와 질량이 작고 변광주기가 8일 이하인 변광성이다.
맥동 변광성의 일종으로 제 2형 세페이드에 속한다. 다른 2형 세페이드와 마찬가지로 허큘리스자리 BL형 변광성도 항성종족 2형 항성으로 은하 헤일로나 구상 성단에서 발견된다. 한편 다른 제2형 세페이드들과 차이점을 비교하자면 허큘리스자리 BL형 변광성이 처녀자리 W형 변광성보다 변광주지가 짧고 밝기는 더 어둡다. 맥동변광성은 밝기가 변함에 따라 분광형도 변하는데, 허큘리스자리 BL형 변광성은 대개 가장 밝을 때 A형이고 가장 어두울 때 F형이다. 색등급도상에 나타내면 허큘리스자리 BL형 변광성은 처녀자리 W형 변광성과 거문고자리 RR형 변광성 사이에 위치한다.